# أوتليا مزمارية
أوتليا مزمارية أو أوتليا يابانية أو لقمة القاضي (الاسم العلمي:Ottelia alismoides) هي نوع من النباتات يتبع جنس الأوتليا من الفصيلة الحب المائية.

## مرادف الاسم العلمي
- Ottelia japonica